# Bladrand-berkenmineermot
De bladrand-berkenmineermot (Stigmella sakhalinella) is een vlinder uit de familie dwergmineermotten (Nepticulidae). De wetenschappelijke naam is voor het eerst geldig gepubliceerd in 1984 door Puplesis.
De soort komt voor in Europa.